# Đông Chí, Trì Châu
Đông Chí (chữ Hán giản thể: 东至县, âm Hán Việt: Đông Chí huyện) là một huyện của địa cấp thị Trì Châu, tỉnh An Huy, Cộng hòa Nhân dân Trung Hoa. Huyện Đông Chí có diện tích 3256 km², dân số 530.000 người, mã số bưu chính 247200. Huyện Đông Chí được chia ra thành 10 trấn, 21 hương. Huyện lỵ đóng tái trấn Nghiêu Độ.
- Trấn: Nghiêu Độ, Đông Lưu, Chiêu Đàm, Quan Cảng, Phiên Ngung, Thắng Lợi, Dương Hồ, Cát Công, Long Tuyền, Đại Độ Khẩu.

Hương: Nê Khê, Thanh San, Ngõa Lũng, Thiết Lô, Mã Khanh, Mộc Tháp, Lợ An, Cao San, Tự Hốt, Thản Phụ, Tây Loan, Kiến Tân, Hương Kiều, Hồng Phương, Lương Điền, Thạch Thành, Uông Pha, Khánh Phong, Dương Kiều, Hoa Viên Lý, Thẩt Lý.